# Etalon (műhold)
Az Etalon szovjet passzív geodéziai műhold. Két példányát állították közepes Föld körüli pályára 1989-ben. Feladatuk a geodéziai vonatkoztatási rendszerek, a gravitációs mező és a Föld forgási paramétereinek pontosítása.
A műholdat a főként navigációs és távközlési műholdakkal foglalkozó OKB–10 tervezőiroda (napjainkban ISZSZ) fejlesztette ki geodéziai feladatokra. Célja a navigációs műholdak pontosságának növeléséhez szükséges geoid modell és egyéb Föld-paraméterek (pl. forgás) pontosítása. Ideális Föld-alak esetén a műhold várható pályája számítással meghatározható, de a zavaró hatások – többek között a térben változó gravitációs mező – miatt a tényleges műholdpálya szabálytalan, eltér a számított ideális pályától. A tényleges műholdpálya távolságméréssel meghatározható. Az ideális pályától való eltérésből (egyéb zavarok kizárása után) következtetni lehet a geoid paramétereire. 
Az OKB–10-nél a Ciklon navigációs rendszer műholdjain alapuló Szfera típusú geodéziai műhold csak Doppler-elven működő rádiótávmérést használt, ennek továbbfejlesztett változatánál, a Musszon (vagy Geo–IK) műholdnál már megjelent a Földről történő lézeres távmérés is. Ezt az elvet használták fel az Etalonnál is, de ez a műhold csak lézeres távmérésre alkalmas. Így lényegében funkciója: fényvisszaverő céltárgy.
Az alumínium-titán ötvözetből készült műhold gömb alakú, 1,294 m átmérőjű. Teljesen passzív berendezés. Sem orientációs rendszerrel, sem pályakorrekciós hajtóművel nem rendelkezik. Beépített elektromos berendezései nincsenek, így energiaellátó rendszere sincs. A műholdba 2140 db sarokreflektort építettek, melyek biztosítják a visszatükröződést a Földről történő lézertávméréshez.